# Classe Town (croiseur, 1910)
Cet article concerne la classe de croiseurs légers. Pour les autres classes, voir classe Town.

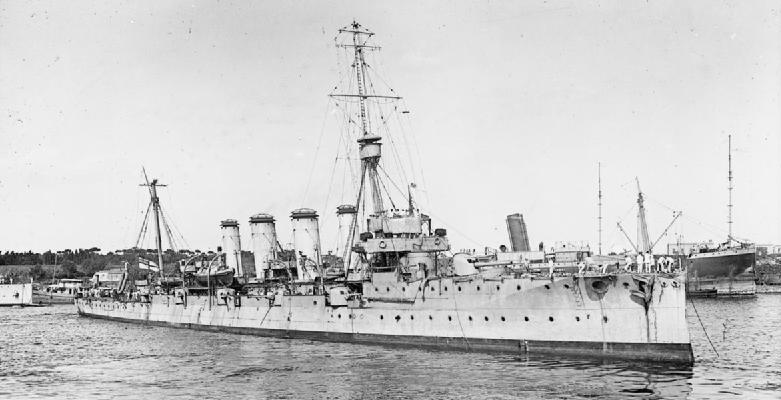
HMS Gloucester, Brindisi, Italie, 1918

La classe de croiseurs légers britanniques Town (« ville » en anglais), fut produite juste avant et pendant la Première Guerre mondiale pour la Royal Navy et la Royal Australian Navy. Ils constituèrent un bon modèle de croiseur, très adapté à la patrouille le long des immenses routes maritimes de l'empire britannique.

## Présentation

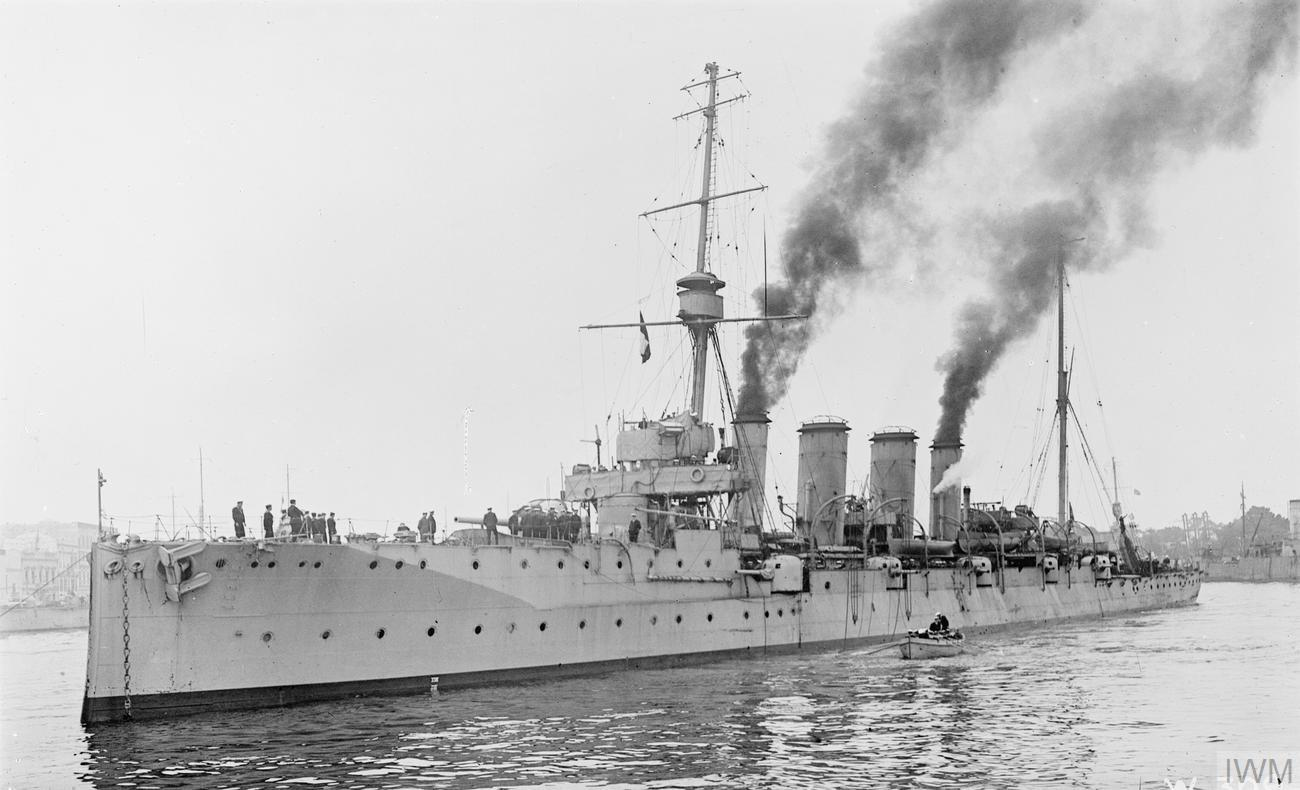
HMS Gloucester

Tous mis en service en 1910, ils auraient dû être armés seulement de dix canons de 102 mm mais l'amirauté, pour leur donner un avantage sur les croiseurs allemands, décida d'y ajouter deux pièces de 152 mm. Pendant la guerre, un canon antiaérien de 76,2 mm  fut ajouté.

## Navires de la classe
La production de ces vingt et un navires, se répartit entre plusieurs sous-classes, à savoir :

## La classe Bristol

### Caractéristiques  de la classeBristol

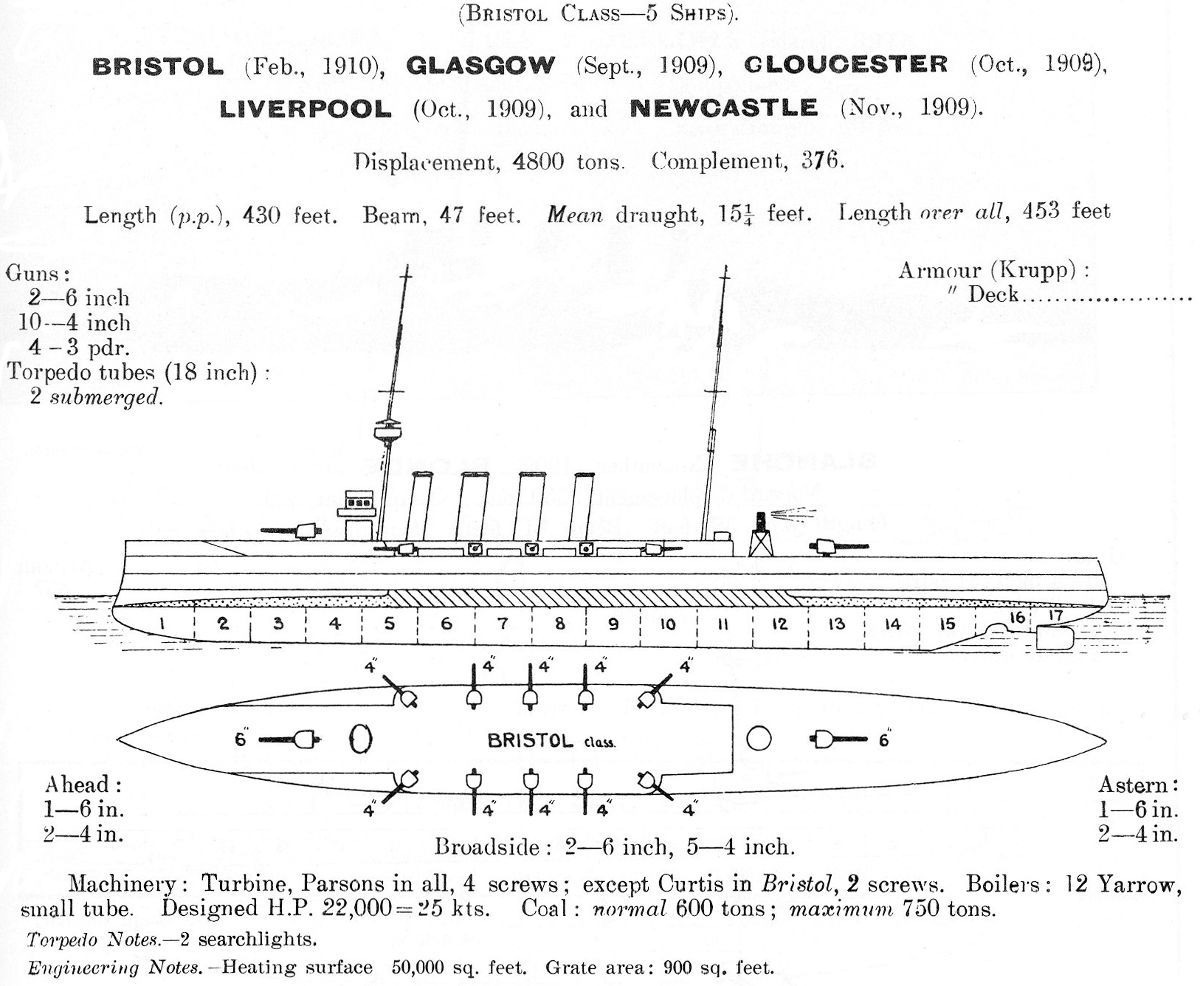
Plan de la classe Bristol comme décrit dans le Jane's Fighting Ships de 1914

La classe Bristol a été commandée dans le cadre du Programme 1908–09 et réceptionnée au plus tard en 1910. Ils faisaient 138,1 m de long, avec une largeur de 14,3 m et un tirant d'eau de 4,7 m. Le déplacement normal était de 4 900 tonnes et de 5 400 tonnes en charge. Douze chaudières Yarrow et trois turbines à vapeur de 22000 cv (16,000 kW), leur donnait une vitesse de 25 nœuds (46 km/h). Les chaudières étaient mixtes et pouvaient utiliser le charbon ou le fioul, avec 1 353 tonnes de charbon et 260 tonnes de fioul en soutes, leur donnant une autonomie d'environ 5 070 milles marins (9 390 km) à 16 nœuds (30 km/h).
L'équipage était de 480 officiers et marins.

### Navires de classe
| classe Bristol |                |                  |                 |                                |
| nom            | chantier naval | mise en chantier | mise en service | fin                            |
| HMS Bristol    | John Brown     | mars 1909        | décembre 1910   | vendu à la destruction en 1921 |
| HMS Glasgow    | Fairfield      | mars 1909        | septembre 1910  | vendu à la destruction en 1927 |
| HMS Gloucester | Beardmore      | avril 1909       | octobre 1910    | vendu à la destruction en 1921 |
| HMS Liverpool  | Vickers        | février 1909     | octobre 1910    | vendu à la destruction en 1921 |
| HMS Newcastle  | Elswick        | avril 1909       | septembre 1910  | vendu à la destruction en 1921 |

### Opérations

#### HMSBristol
Le HMS Bristol était affecté à la quatrième escadre de croiseurs des Indes occidentales, commandé par le contre-amiral Christopher Cradock. Le 6 août 1914, il attaqua le Karlsruhe qui lui échappa. Par la suite, il ne participa pas à la bataille de Coronel, mais prit part à celle des Falklands.
Il fut affecté en 1915 en Méditerranée et dans l'Adriatique en 1916 et finit par revenir dans l'Atlantique sud en 1918.

#### HMSGlasgow
Stationné sur les côtes de l'Amérique du Sud, il y captura le vapeur de commerce allemand SS Catherina. Il rejoignit l'escadre de Cradock pour participer à la bataille de Coronel à laquelle il survécut malgré quelques dommages. Il put prendre sa revanche, lors de la bataille des Falklands, puis quand il découvrit, en compagnie du HMS Kent, le Dresden à Mas a Fuera.
Par la suite, il servit dans la Méditerranée et l'Adriatique au sein de la 8e escadre de croiseurs légers.

#### HMSGloucester
Affecté à la 2e escadre de croiseurs légers, de la Mediterranean Fleet, il participe à la poursuite du SMS Goeben et du SMS Breslau. Puis il est détaché pour chasser le SMS Königsberg sur les côtes de l'Afrique orientale et rejoint la Home Fleet. Au sein de la 3e escadre de croiseurs légers, il participe en 1916 au bombardement de Galway en avril, pendant l'insurrection de Pâques, en Irlande, et à la bataille du Jutland. En décembre, il est de nouveau envoyé dans l'Adriatique au sein de la 8e escadre de croiseurs légers.

#### HMSLiverpool
Au sein de la 1re escadre de croiseurs légers de la Home Fleet, il prend part à la bataille de Heligoland, le 28 août 1914. Deux mois plus tard, le 27 octobre, aidé par l'Olympic, il recueille une partie de l'équipage du cuirassé HMS Audacious coulé par une mine. En janvier, il passe à la 2e escadre de croiseurs légers, puis à la 3e en février et en novembre. Il part pour la Méditerranée. Il finit la guerre dans l'Adriatique au sein de la 8e escadre de croiseurs légers.

#### HMSNewcastle
Il commence la guerre dans le Pacifique, puis en 1917, il est déplacé dans l'océan Indien et en 1918 sur les côtes d'Amérique du Sud.

## La classe Weymouth

### Présentation
Mis en service en 1911 et 1912, leurs franc-bords avaient été rehaussés et l'armement complètement remanié. Il comprenait maintenant huit canons de 152 mm en affûts simples et quatre canons de 3 livres anti-aériens. Là aussi, un canon de 76,2 mm fut ajouté au cours du conflit. Une autre modification rendait ces navires novateurs : un avion du type Sopwith Pup était embarqué, pour effectuer des reconnaissances, ceci devenant par la suite la règle pour les croiseurs. Cependant n'étant pas un hydravion, le Pup devait aller atterrir sur des terres avoisinantes ou amerrir en catastrophe près du croiseur qui récupérait alors le pilote. Par la suite le Pup fut remplacé par de véritables hydravions.

### Navires de la classe
| classe Weymouth |                        |                  |                 |                                                          |
| nom             | chantier naval         | mise en chantier | mise en service | fin                                                      |
| HMS Weymouth    | Elswick                | janvier 1910     | octobre 1911    | vendu à la destruction en 1928                           |
| HMS Dartmouth   | Vickers                | février 1910     | octobre 1911    | vendu à la destruction en 1930                           |
| HMS Falmouth    | Beardmore              | novembre 1909    | septembre 1911  | torpillé par les U-66 et U-52 allemands, le 19 août 1916 |
| HMS Yarmouth    | London and Glasgow Co. | janvier 1910     | avril 1912      | vendu à la destruction en 1926                           |

### Opérations

#### HMSWeymouth
Affecté à la 2e escadre de croiseurs légers, en Méditerranée, il participe à la poursuite du SMS Goeben et du SMS Breslau. Puis il est détaché pour chasser l'Emden et le SMS Königsberg dans l'océan Indien. En décembre 1915, il rejoint l'Adriatique, puis la Home Fleet, au sein de la 6e escadre de croiseurs légers en 1916. En 1917, il repart dans l'Adriatique au sein de la 8e escadre de croiseurs légers, où il est endommagé par le sous-marin U-28, le 2 octobre 1918.

#### HMSDartmouth
Dans l'océan Indien, il y capture le remorqueur allemand Adjutant, en octobre. Détaché, en janvier 1915, sur les côtes d'Amérique du Sud, à la recherche du Karlsruhe, il prend part en février à l'expédition dans les Dardanelles. Le 8 mai, il est affecté à la 8e escadre de croiseurs légers, basée à Brindisi. Le 15 mai 1917, il est endommagé par le sous-marin UC-25 lors de la bataille du détroit d'Otrante.

#### HMSFalmouth
Affecté à la 5e escadre de croiseurs légers, dans l'Atlantique, il y coule quatre navires de commerce allemands. Il est intégré dans la 1re escadre de croiseurs légers de la Home Fleet, dans laquelle il participe aux batailles de Heligoland, de Dogger Bank et du Jutland. Le 18 août, il est attaqué et coulé par deux sous-marins allemands, les U-52 et U-66.

#### HMSYarmouth
Déployé en Chine, il traque l'Emden et capture deux de ses ravitailleurs en charbon. Il revient en décembre au sein de la Home Fleet, au sein de la 2e escadre de croiseurs légers, puis de la 3e à partir de février 1915, avec laquelle il participe à la bataille du Jutland.

## La classe Chatham

### Présentation
Construite entre 1912 et 1916, elle introduisait un blindage en ceinture, autour de la coque.

### Navires de la classe
| classe Chatham  |                        |                  |                 |                                |
| nom             | chantier naval         | mise en chantier | mise en service | fin                            |
| HMS Chatham     | Chatham                | janvier 1911     | décembre 1912   | vendu à la destruction en 1926 |
| HMS Dublin      | Beardmore              | avril 1911       | mars 1913       | vendu à la destruction en 1926 |
| HMS Southampton | John Brown             | avril 1911       | novembre 1912   | vendu à la destruction en 1926 |
| HMAS Sydney     | London and Glasgow Co. | février 1911     | juin 1913       | vendu à la destruction en 1929 |
| HMAS Melbourne  | Cammell Laird          | avril 1911       | mars 1913       | vendu à la destruction en 1928 |
| HMAS Brisbane   | Cockatoo Dockyard      | janvier 1911     | novembre 1916   | vendu à la destruction en 1936 |

### Opérations

#### HMS Chatham
Affecté a la 2e escadre de croiseurs légers, en Méditerranée, il participe à la poursuite du Goeben et du Breslau. Puis, il est détaché en mer Rouge et poursuit le Königsberg. En mai 1915, il est engagé aux Dardanelles. Il rejoint la Home Fleet, au sein de la 3e escadre de croiseurs légers en 1916 mais, touché par une mine le 26 mai, il n'est pas engagé au Jutland.

#### HMS Dublin
Affecté a la 2e escadre de croiseurs légers, en Méditerranée, il participe à la poursuite du Goeben et du Breslau, puis il est engagé aux Dardanelles en février 1915, il est endommagé par un sous-marin autrichien, le 9 juin. Revenu en métropole avec son escadre, il est engagé au Jutland.

#### HMSSouthampton
Navire amiral de la 1re escadre de croiseurs légers, il participe aux batailles de Heligoland et du Dogger Bank. En février 1915, il prend la tête de la 2er escadre, qu'il mènera au Jutland. Il part dans l'Adriatique au sein de la 8e escadre de croiseurs légers, en 1917.

#### HMASSydney
En 1914, il participe aux escortes de convois de troupes de l'ANZAC vers l'Égypte, au cours desquelles il a l'occasion de surprendre et couler l'Emden lors de la bataille des iles Cocos. En 1916, il est détaché dans la Home Fleet, au sein de la 2e escadre de croiseurs légers.

#### HMASMelbourne

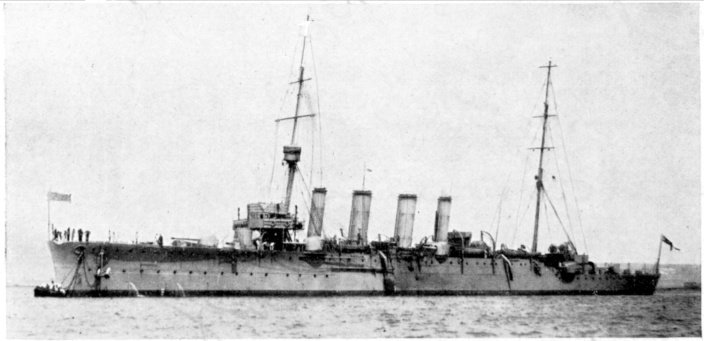
Le HMAS Melbourne

En 1914, il participe aux escortes de convois de troupes de l'ANZAC vers l'Égypte.En 1916, il est détaché dans la Home Fleet, au sein de la 2e escadre de croiseurs légers.

#### HMASBrisbane
Construit en Australie, il fut complété avec beaucoup de retard, du fait de l'attente du matériel venant de Grande-Bretagne, puis il servit dans le Pacifique et l'océan Indien et vers la fin de la guerre escorta des convois à destination de l'Angleterre.

## La classe Birmingham

### Présentation
Mise en service en 1914, elle échangeait l'avion contre un neuvième canon de 152 mm. Elle servit de base pour la classe Hawkins.

### Navires de la classe
| classe Birmingham |                   |                  |                 |                                                           |
| nom               | chantier naval    | mise en chantier | mise en service | fin                                                       |
| HMS Birmingham    | Elswick           | juin 1912        | février 1914    | vendu à la destruction en 1931                            |
| HMS Lowestoft     | Chatham           | juillet 1912     | avril 1914      | vendu à la destruction en 1931                            |
| HMS Nottingham    | Pembroke          | juin 1912        | avril 1914      | torpillé par le sous-marin allemand U-52, le 16 août 1916 |
| HMAS Adelaide     | Cockatoo Dockyard | janvier 1915     | août 1922       | vendu à la destruction en 1949                            |

### Opérations

#### HMSBirmingham
Au sein de la 1re escadre de croiseurs légers, il participe aux batailles de Heligoland et de Dogger Bank, en août il coule quatre navires marchands et éperonne et coule le sous-marin U-15. Muté dans la 2e escadre en février 1915, il combat au Jutland.

#### HMSLowestoft
Au sein de la 1re escadre de croiseurs légers, il participe aux batailles de Heligoland et de Dogger Bank, en août il coule un navire marchand. Déplacé dans la 2e escadre en février 1915, il combat au Jutland. En 1916, il part dans l'Adriatique au sein de la 8e escadre de croiseurs légers.

#### HMSNottingham
Au sein de la 1re escadre de croiseurs légers, il participe aux batailles de Heligoland et de Dogger Bank. Déplacé dans la 2e escadre en février 1915, il combat au Jutland. Le 16 août 1916, il est coulé par le sous-marin U-52.

#### HMASAdelaide
Comme le Brisbane, sa construction fut retardée, il ne fut achevé qu'après la guerre.

## La classe Birkenhead

### Présentation
Elle différait nettement car elle avait été étudiée pour la marine grecque et réquisitionnée au titre du Emergency War Programme, et possédait une batterie de dix canons de 140 mm, ces pièces d'artillerie très efficaces, seront par la suite adoptées par la Royal Navy comme pour le HMS Hood. Le Chester fut transformé en cours de construction avec des chaudières, brûlant du pétrole.

### Navires de la classe
| classe Birkenhead |                |                  |                 |                                |
| nom               | chantier naval | mise en chantier | mise en service | fin                            |
| HMS Birkenhead    | Cammell Laird  | avril 1914       | mai 1915        | vendu à la destruction en 1921 |
| HMS Chester       | Cammell Laird  | octobre 1914     | mai 1916        | vendu à la destruction en 1921 |

### Opérations

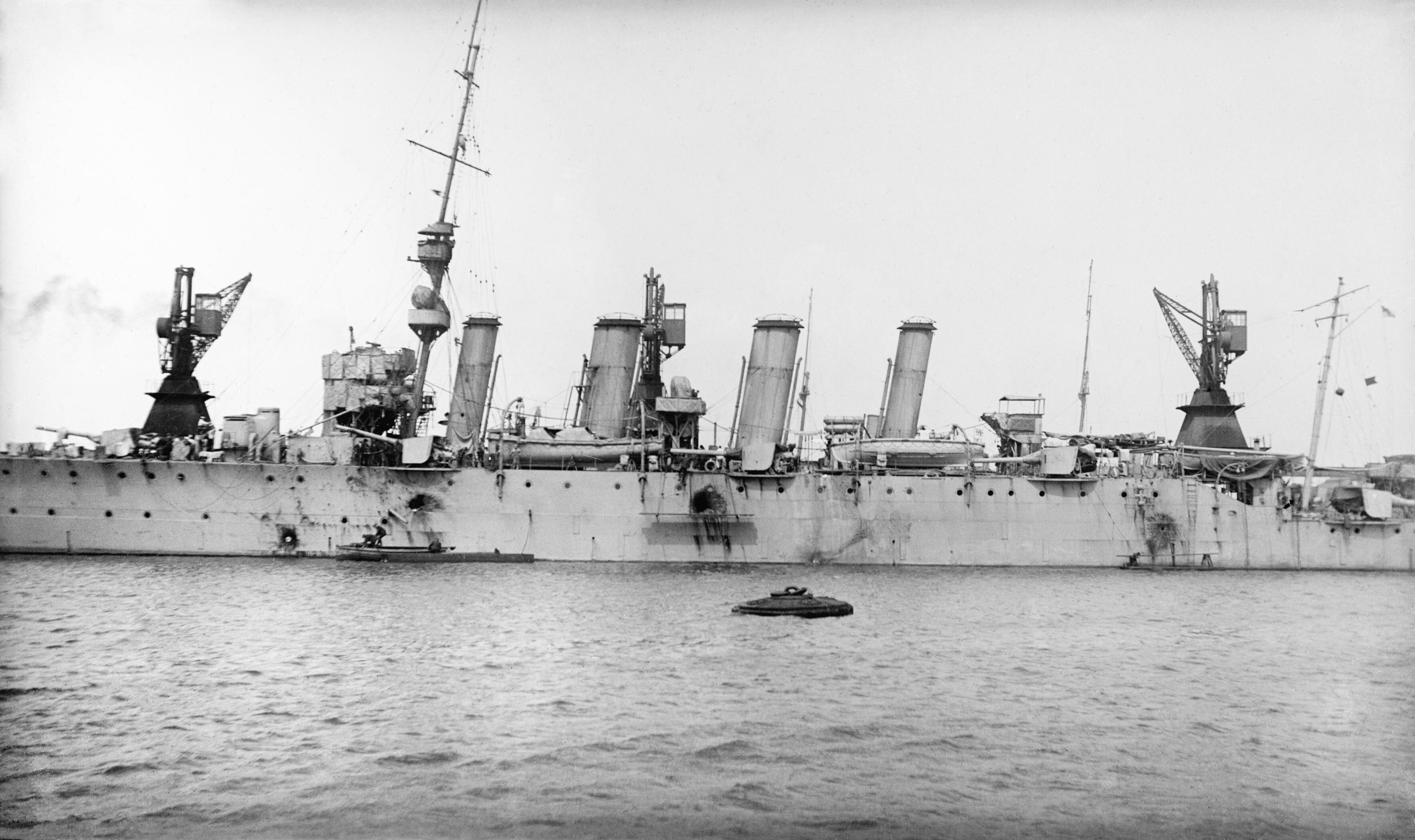
Le HMS Chester, endommagé après la bataille du Jutland, le 31 mai 1916

Ils furent tous les deux affectés à la 3e escadre de croiseurs légers, de la Home Fleet, au sein de laquelle, ils participèrent à la bataille du Jutland.